# Vorwärts! (Wochenblatt)

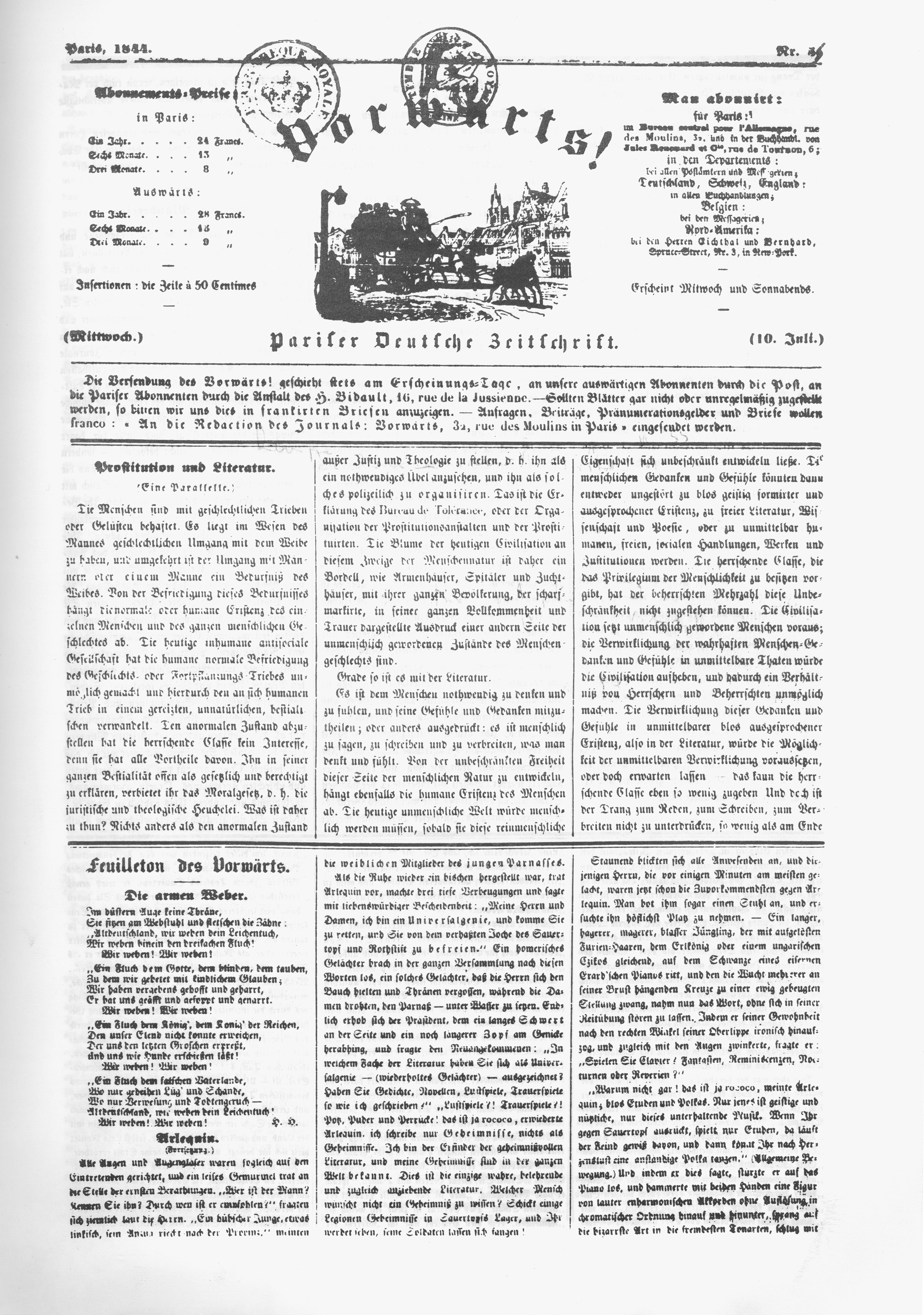
Titelblatt des Vorwärts! vom 10. Juli 1844

Vorwärts! war der Titel einer deutschsprachigen Zeitung, die von 1844 bis 1845 in Paris herausgegeben wurde, zunächst als Theaterbroschüre vom Bureau Central pour l’Allemagne, später, ab Juli 1844, nahm Karl Marx wesentlichen Einfluss auf die Redaktion.
Sie erschien mit dem Untertitel Pariser Signale aus Kunst, Wissenschaft, Theater, Musik, Literatur und geselligem Leben und richtete sich zum einen an deutsche politische Emigranten in Frankreich, zum anderen an demokratische Oppositionelle in Deutschland. Sie wurde von Heinrich Börnstein gegründet, vom Komponisten Giacomo Meyerbeer finanziert und von Karl Ludwig Bernays herausgegeben. Vorwärts!, zweimal wöchentlich in einer Auflage von etwa 1000 Exemplaren erschienen, setzte sich für die Demokratie ein und griff den Absolutismus in den Staaten des Deutschen Bundes, insbesondere Preußens an. Ab dem 3. Juli 1844 nannte sich die Zeitschrift Vorwärts. Pariser Deutsche Zeitschrift.

## Marx undVorwärts!
Vorwärts! war für Marx und Arnold Ruge das Nachfolgeprojekt zu den Deutsch-Französischen Jahrbüchern, das sie zuvor gemeinsam herausgegeben hatten. Der neuen Publikation verlieh Marx eine deutlich sozialistische Tendenz, worüber es schon nach wenigen Monaten zum Bruch mit Ruge kam. Die Angriffe des Blatts auf ihre Politik veranlassten die preußische Regierung 1845 in Frankreich zu intervenieren und – schließlich erfolgreich – die Ausweisung von Marx zu betreiben.

## Weitere Mitarbeiter
Zu den zeitweiligen Mitarbeitern des Vorwärts! gehörten neben Marx und Ruge u. a. Georg Weber, Karl Ludwig Bernays, Wilhelm Marr, Friedrich Engels, Georg Herwegh, Georg Weerth und Heinrich Heine. Dessen Weberlied etwa erschien dort am 10. Juli 1844 (Nr. 55) unter dem Titel „Die armen Weber“; und zwischen dem 23. Oktober und dem 30. November 1844 wurde Heines Verssatire Deutschland. Ein Wintermärchen dort abgedruckt.